# Гончаров, Сергей Николаевич (гласный Московской думы)
Сергей Николаевич Гончаров (11 февраля 1815 — 28 ноября 1865) — русский муниципальный деятель. Брат Натальи Гончаровой, жены Александра Пушкина. Отец сенатора Сергея Гончарова, прадед художницы Натальи Гончаровой.
Родился в семье Николая Афанасьевича Гончарова и его жены Натальи Ивановны, урождённой Загряжской. В апреле 1832 года поступил на военную службу в Киевский гренадерский полк, в 1835 году переведён в Ингерманландский гусарский полк в чине корнета, в 1836 году вышел в отставку поручиком. С 1844 года служил в московской конторе Ассигнационного банка. С 1850 года заседатель Московского совестного суда.
В 1863 году избран гласным Московской распорядительной думы, в 1864 году занимал в ней пост старшины сословия потомственных дворян. В этом качестве оказался вовлечён в скандальный конфликт между газетами «Московские ведомости» и «Русские ведомости» после того, как в составе группы гласных выступил за преобразование Московской Управы благочиния как устаревшего учреждения, не отвечавшего потребностям нового времени. Главный редактор «Московских ведомостей» Михаил Катков выступил с обвинениями в адрес Думы, Гончаров и другие отвечали на страницах «Русских ведомостей», и постепенное повышение градуса газетной полемики привело к дуэли между Гончаровым и соредактором «Московских ведомостей» Павлом Леонтьевым, состоявшейся 26 февраля (9 марта) 1864 года в Петровском парке; оба противника сделали по одному выстрелу и промахнулись (по мнению Н. А. Любимова, нарочно стреляли не целясь).
В сентябре 1864 года Сергей Гончаров пожалован орденом Святого Станислава 2-й степени.
В пору своей петербургской юности С. Н. Гончаров — частый гость в доме Пушкиных. Отношения его и А. С. Пушкина были взаимно доброжелательными. Со слов Гончарова записаны воспоминания о Пушкине.
Похоронен в некрополе Новодевичьего монастыря.
В память о Сергее Николаевича Гончарове, ревностном поборнике народного образования, в московских гимназиях учредили именные «Гончаровские стипендии».

#### Семья[6]
1-й брак — баронесса фон ШЕНК Александра Ивановна (1815—1848)
Дети:
- Михаил (1837—1871). Его жена — Ольга Львовна Чебышева (1836—1908), сестра математика П. Л. Чебышева, автор популярных книг[7]. Его сын — архитектор С. М. Гончаров.[8] Его дочь — Ольга Михайловна (род. 1867), была замужем за архитектором С. Д. Кучинским. Внучка — художница Н. С. Гончарова.
- Мария (1838—1918)
- Наталья (1839—1918; в замуж. Новицкая)
- Сергей (1843—1918)
- Петр (1844—1899)

2-й брак — Смирнова Анна Алексеевна (Николаевна?; 1826—?)
Дети: Екатерина (1857—1897). Другие дети Сергея Николаевича от второго брака умерли в раннем детстве.